# Marangu
Marangu est une petite localité de Tanzanie. Située près du Kilimandjaro, elle était utilisée avant l'indépendance du pays en 1961 comme quartier-général de chefs de tribus locaux. 
Depuis, c'est un lieu de commerce pour touristes, notamment ceux en route vers le Kilimandjaro.

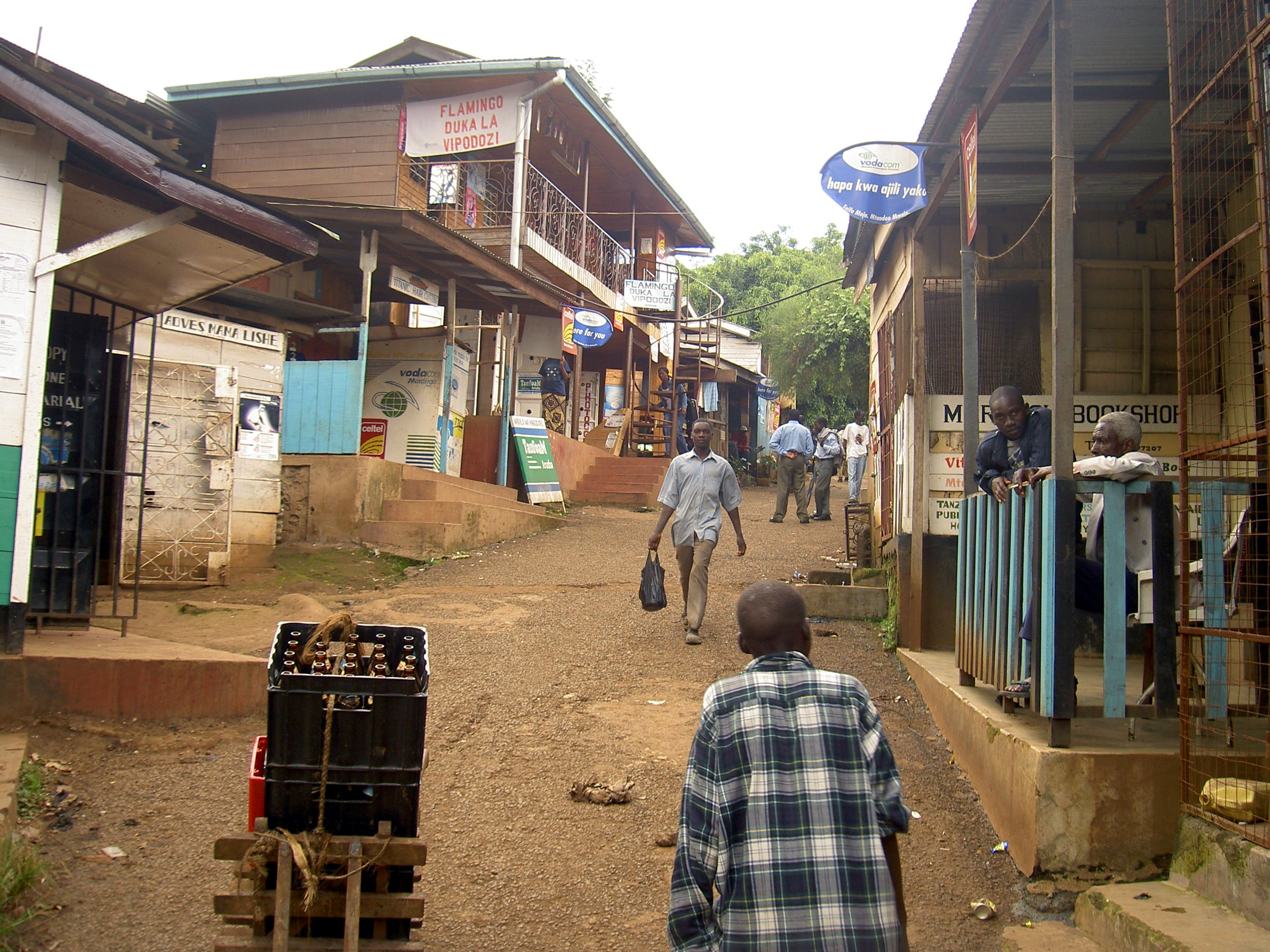
Marangu, sur la route du Kilimandjaro.

## Personnalités liées
- Everlyn Nicodemus, née en 1954 à Marangu, artiste plasticienne, poétesse, écrivaine et conservatrice.